# Danny Blanchflower
Robert Dennis "Danny" Blanchflower (Belfast, 1926. február 10. – London, 1993. december 9.) korábbi északír labdarúgó, edző és újságíró, az 1961-ben duplázó Tottenham Hotspur csapatkapitánya. A The Times a Spurs történetének legjobb játékosának választotta 2009-ben. Egyike a labdarúgás történetének legjobb taktikusainak, kiváló passzairól ismert.

## A kezdetek
Blanchflower 1926. február 10-én született Bloomfield körzetben Belfastban, Észak-Írországban. Édesanyja középcsatárként játszott egy női labdarúgócsapatban. A Ravenscroft elemi iskolába járt, majd ösztöndíjat kapott a belfasti műszaki egyetemre. Fiatalabb testvére, Jackie Blanchflower a Manchester United játékosa volt. Korán otthagyta az egyetemet, hogy gyakornok műszerészként dolgozzon a Gallagher's cigarettagyárban Belfastban.

## Pályafutása
Profi karrierjét a második világháború végén kezdte, mikor a belfasti Glentoran leigazolta. 1949-ben az angol Barnsley vette meg 6 000 fontért. Két évvel később az Aston Villa már 15 000 fontért igazolta le. 155 mérkőzésen játszott a Villában, több alkalommal volt csapatkapitány is.
1954-ben a Tottenham Hotspur igazolta le 30 000 fontért, a tíz White Hart Lane-en töltött év alatt 337 bajnoki mérkőzésen lépett pályára. Pályafutásának fénypontja a Spursnél az 1960–61-es szezon volt. Az immár csapatkapitány Blanchflowerrel a Spurs megnyerte első 11 mérkőzését, ami máig rekord az angol élvonalban, és megszerezték első bajnoki címüket 8 ponttal megelőzve a második helyezett Sheffield Wednesdayt. Ezután a Leicester City-t győzték le az FA-kupa döntőjében, ezzel a Tottenham lett a 20. század első csapata, akik bajnokságot és kupát is nyertek egy szezonban. Addig egyedül az Aston Villának sikerült a duplázás 1897-ben.
1962-ben ismét ő vezette a csapatot győzelemhez az FA-kupában. A döntőben büntetőből szerzett gólt a Burnley ellen. A csapatnak majdnem ismét sikerült duplázniuk, csupán négy ponttal végeztek a győztes Ipswich Town, és eggyel a második Burnley mögött a bajnokságban. 1963-ban az Atlético Madrid-ot győzték le a vezetésével a Kupagyőztesek Európa-kupája döntőjében.
1949 és 1963 között 56 mérkőzésen lépett pályára az északír válogatottban, gyakran a testvérével, Jackie-vel is együtt játszott. 1958-ban ő volt a világbajnokságon negyeddöntős válogatott csapatkapitánya.

## Edzői pályafutása
Miután 1964 áprilisában visszavonult, több évig nem dolgozott a labdarúgás területén, majd 1976-ban elvállalta a vezetőedzői posztot az északír válogatottnál. Három évig volt a csapatnál, közben 1978-tól a Chelsea-nél dolgozott vezetőedzőként. Röviddel egy év után, 1979 szeptemberében lemondott, miután nem tudta megakadályozni a csapat kiesését.

## A pályán kívül
Életének utolsó éveiben Alzheimer-kórban szenvedett. Londoni otthonában hunyt el 1993. december 9-én, 67 évesen. 2003-ban az angol labdarúgás Hírességek csarnokának tagja lett.

## Idézetek
- "Everything in our favour was against us."
- "The great fallacy is that the game is first and last about winning. It is nothing of the kind. The game is about glory, it is about doing things in style and with a flourish, about going out and beating the other lot, not waiting for them to die of boredom."
- "George (George Best) makes a greater appeal to the senses than [Tom] Finney or [Stanley] Matthews did, his movements are quicker, lighter, more balletic. George offers grander surprises to the mind and the eye. He has ice in his veins, warmth in his heart, and timing and balance in his feet."
- "[Glenn] Hoddle? No, it's the bad players who are a luxury."
- "Ha nálunk van a labda, nem tudnak gólt szerezni ellenünk."
- "A célunk az egyenlítés, mielőtt a másik csapat gólt szerez. We should get our retaliation in first."
- "Ha mi (Észak-Írország) nem tudjuk, mit tegyünk, hogy tudja a másik fél?"
- "A győzelem nem minden, de győzni akarni az."
- "Az ötletek nagyon mókás dolgok. Sosem működnek, hacsak nem teszel valamit."
- A Spurs klubigazgatója: "A gond az veled, hogy azt gondolod, mindenre tudod a választ." Blanchflower: "Ah, Isten szeret téged, you don't even know the questions!"
- "Pass the hot milk!" Weetabix Advert, about 1960
- "Whether you're a player, manager, trainer, director, supporter, reporter, kit man or tea lady, football possesses the power to make the week ahead sparkle with a sense of joyous well-being. No play, movie, TV programme, work of literature or music induces such emotion on a weekly basis. We curse football for having this power but, conversely, it is football's power to corrupt the emotions and senses that is the addictive and enduring appeal of the game. It's an intangible power, existing somewhere out in the ethers. It is the heart of the game."
- "A nézők zaja, az éneklésük az oxigén, amit mi játékosok belélegzünk."

## Filmográfia
- Those Glory Glory Days (1984)

## Bibliográfia
- David Bowler. Danny Blanchflower: The Biography of a Visionary. Orion (1997). ISBN 0-575-06504-4